# Lesotho na Letnich Igrzyskach Paraolimpijskich 2016
Lesotho na Letnich Igrzyskach Olimpijskich w 2016 roku reprezentowało 2 zawodników w lekkoatletyce (zawodnik i zawodniczka). Nie zdobyli oni medalu dla swej reprezentacji w tej imprezie. Był to 5. start kraju na Igrzyskach Paraolimpijskich.

## Wyniki reprezentacji

### Lekkoatletyka

#### Mężczyźni
| Zawodnik      | Konkurencja         | Eliminacje | Eliminacje | Półfinały | Półfinały | Finał | Finał   | Źródło |
| Zawodnik      | Konkurencja         | Czas       | Pozycja    | Czas      | Pozycja   | Czas  | Pozycja | Źródło |
| ------------- | ------------------- | ---------- | ---------- | --------- | --------- | ----- | ------- | ------ |
| Sello Mothebe | Bieg na 200 m (T12) | 24.84      | 3.         | NQ        | NQ        | NQ    | NQ      | [ 1 ]  |
| Sello Mothebe | Bieg na 400 m (T12) | 54.65      | 3.         | NQ        | NQ        | NQ    | NQ      | [ 2 ]  |

#### Kobiety
| Zawodniczka       | Konkurencja        | Finał | Finał   | Źródło |
| Zawodniczka       | Konkurencja        | Wynik | Pozycja | Źródło |
| ----------------- | ------------------ | ----- | ------- | ------ |
| Litsitso Khotlele | Rzut Dyskiem (F44) | 19.91 | 10.     | [ 3 ]  |